# 26605 Hanley
26605 Hanley este o planetă minoră (asteroid) din centura de asteroizi. A fost descoperită pe 27 martie 2000 la Stația Anderson Mesa de Lowell Observatory Near-Earth-Object Search și a fost numită după Jennifer Hanley⁠(d). 
Obiectul prezintă o orbită caracterizată de o semiaxă mare de 2,4753844 UAi, o excentricitate de 0,07, o înclinație de 7,34418 ° în raport cu ecliptica.